# Anisoperas rectilinea
Anisoperas rectilinea là một loài bướm đêm trong họ Geometridae.